# オハラ (ガラスメーカー)
株式会社オハラ（英: OHARA Inc.）は、1935年（昭和10年）日本で最初に設立された光学ガラス専業メーカー。光学ガラス分野では、世界でも代表的なメーカーとなっている。

## 概要

### 創業
創業者の小原甚八は、大日本帝国海軍の造兵廠に勤務し、柴田理八の下で光学ガラスの試作に従事した。その後大日本帝国海軍は、光学ガラス製造を日本光学工業（現ニコン）に譲渡したため、小原は日本光学工業で光学ガラスの製造に従事するが、1935年（昭和10年）に日本光学工業を退社し、蒲田に個人事業として小原光学硝子製造所を設立した。
なお、設立当時に資金を提供したのが服部時計店（現在のセイコーグループ）であった関係で、セイコーは現在も筆頭株主で、直接所有分と京橋起業や三光起業、セイコーインスツルを介した間接所有分を合算すると、40%強の議決権を保有している。

### 終戦まで
レーダーの性能が飛躍的に向上するまで、情報戦の主役は光学兵器であった。日本の場合、大日本帝国海軍に光学兵器を供給していたのが日本光学工業であり、大日本帝国陸軍に供給していたのが東京光学機械（現トプコン）であった。小原光学硝子は、東京光学機械が精工舎の測量機部門が独立したものだった関係から、東京光学機械の光学ガラス供給源となった。小原光学硝子は、その他のメーカーにも光学ガラスを供給していたため、太平洋戦争の全期間を通じ、ガラス生産量は日本光学工業を超えて国内最大となっていた。
だが、その需要の大半が軍需産業に依存していたため、終戦によって需要が激減、小原光学硝子の経営は危機に瀕した。その時期に手がけるようになったのが、装飾用クリスタル・ガラスで、現在でも製造が続いている。
1944年（昭和19年）2月に株式会社に改組し、現在の所在地である神奈川県相模原に工場を新設した。

### 戦後から現代
キヤノンはそれまで日本光学工業からレンズの供給を受けていたが、終戦に伴って日本光学工業が大量解雇した従業員の一部を雇用し、小原光学硝子からガラスの供給を受けることで、レンズの自社生産が可能になった。その後キヤノンは小原光学硝子に資本参加し、現在ではセイコーに次ぐ大株主となっている。
小原光学硝子の名を上げた製品が、1975年（昭和50年）に生産を開始した低屈折低分散ガラスFK01である。これはいわゆる異常分散ガラスといわれるガラスの走りで、従来の光学ガラスより色収差を軽減できる。発売と同時に、FK01を使ったカメラ用レンズや天体望遠鏡などの新製品が各社から続々と登場した。その後、より改良された異常分散ガラスが小原光学硝子や他社からも供給されるようになったが、FK01は現在でも定番の異常分散ガラスである。製品名は後にS-FPL51と改称されているが、現在でもFK01と呼ばれることが多い。
1985年（昭和60年）には、社名を株式会社オハラに変更した。
同社製ガラスは、いわゆる光学機器以外にも、半導体製造装置（ステッパー）など多くの分野に採用されている。光学ガラスの老舗であるショットを擁するカール・ツァイスにもステッパー用として供給している。ツァイスは自社ではステッパーを製造していないが、オランダASML製ステッパの光学系を担当しているためである。したがって、ステッパーの光学系に使用されるガラスは、大多数が日本製ということになる。また、ハードディスク基板では、日本のメーカーであるHOYA、日本板硝子、オハラの3社で、ほぼ100%を占めていたが、2013年（平成25年）12月に撤退した。
同社の「ゼロ膨張ガラス」、「低膨張ガラス」は、世界に3つある超大型望遠鏡計画のうち、30メートル望遠鏡(TMT)、巨大マゼラン望遠鏡(GMT)の2つに採用された。このゼロ膨張ガラスは、長さ1メートルの場合、温度が1度変化しても0.00002ミリ以下しか変化しない
。

## 主な製品・サービス

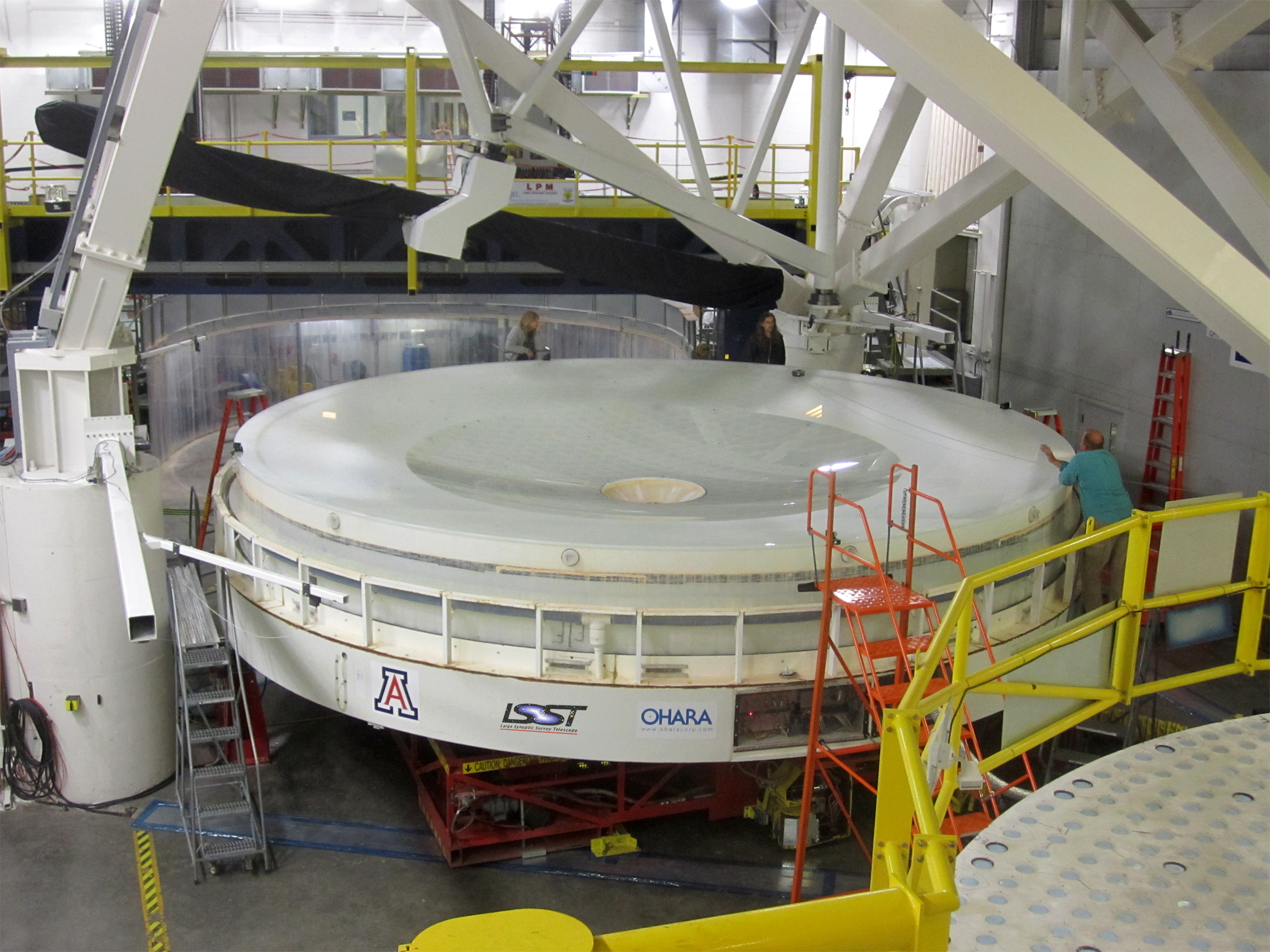
アリゾナ大学スチュワード天文台リチャード・F・カリス・ミラーラボが作製したNSFヴェラ・C・ルービン天文台大型シノプティック・サーベイ望遠鏡 (LSST) 用の主鏡/第3鏡（2013年3月）。金属蒸着前の状態。同心円状外側の曲率が小さい部分が主鏡、中心側の曲率がより大きい部分が第3鏡であり、同一（モノリシック）のガラス塊から鏡面形状がつくられた。鏡材ガラスとしてオハラの低膨張ガラスであるE6が採用された。鏡材ガラスを載せた台の側面にOHARAのロゴが確認できる。E6ガラスは巨大マゼラン望遠鏡の鏡材にも採用されている。

### 光製品
- 光学ガラス・環境対策光学ガラス
- ガラスモールド用低Tg光学ガラス
- 高透過・低光弾性光学ガラス
- 軽量高屈折率眼鏡ガラス

### エレクトロニクス製品
- 極低膨張ガラスセラミックス
- DWDM誘電体多層膜フィルター用ガラスセラミックスサブストレート
- フライングハイトテスター用ガラスディスク
- リチウムイオン伝導性ガラスセラミックス
- ライトガイド用ファイバー材
- i線用高均質性光学ガラス

### そのほかの製品
- 装飾用ガラス
- その他特殊ガラス
- ガラス・セラミックス関係の計測サービス

## 主要取引先
- オリンパス
- キヤノン
- 京セラオプテック
- 国立天文台
- トプコン
- ニコン
- 日本電気
- 富士フイルム
- リコー光学